# 天降之物 計時的悲傷女神
《天降之物 計時的悲傷女神》2011年6月25日於日本上映的動畫電影，臺灣於2012年1月6日上映。改編自水無月嵩的漫畫作品《天降之物》。

## 角色
櫻井智樹（聲：保志總一朗）

伊卡洛斯（聲：早見沙織）

寧芙（聲：野水伊織）

阿斯特蕾亞（聲：福原香織）

見月楚原（聲：美名）

風音日和（聲：日笠陽子）

守形英四郎（聲：鈴木達央）

五月田根美香子（聲：高垣彩陽）

代達洛斯（聲：大龜明日香）

## 製作人員
- 原作：水無月嵩[3]
- 企畫：安田猛
- 製作：伊藤敦、武智恆雄、阿佐美弘恭、石橋隆文、三浦亨（日语：三浦亨 (プロデューサー)）
- 總監督：齊藤久
- 監督：柳澤哲也
- 劇本：柿原優子
- 分鏡：齋藤久、川口理惠、柳澤哲也
- 演出：奧野耕太、仁昌寺義人、柳澤哲也
- 人物設定：渡邊義弘
- 總作畫監督：豬股雅美、新井伸浩、渡邊義弘
- SD、效果總作畫監督：鷲北恭太
- 作畫監督：小泉初榮、齋藤雅和、小倉昌廣、鹽川貴史、加野晃、常盤健太郎、佐藤道雄、村上真紀、諸石美雪、矢向宏志、加藤裡香、池田廣明
- 設計：鷲尾直廣
- 美術監督：小倉宏昌、合六弘
- 色彩設定：日比智惠子
- 合成：平林奈奈惠、今泉秀樹
- 編集：櫻井崇
- 音響監督：高橋剛
- 音樂：岩崎元是
- 音樂監督：植村俊一
- 音樂製作：日本古倫美亞
- 監製：蜂屋誠一（日语：蜂屋誠一）、福田順、熊谷宜和、川島誠一
- 動畫監製：黃樹貳悠
- 製作監製：岡村繫久
- 動畫製作：AIC ASTA
- 製作單位：新大陸發現部（角川書店、KlockWorx、NTT DOCOMO、Glovision、AIC）

## 主題曲
主題歌「SECOND」
作詞：三浦誠司 ，作曲：Asu（The New Classics），編曲 ：梅堀淳，演唱：blue drops（吉田仁美&伊卡洛斯（早見沙織））
片尾曲「そらとまぼろし」
作詞：只野菜摘，作曲：彌津亀渡實，編曲：宮原慶太，演唱：blue drops（吉田仁美&伊卡洛斯（早見沙織））
插入曲「クレヨン」
作詞：三浦誠司，作曲、編曲，岩崎元是，演唱：風音日和（日笠陽子）
插入曲「超☆愛合體!!エンジェロボ!!」
作詞：水無月すう，作曲、編曲：三浦誠司 ，演唱：宮內タカユキと櫻井智樹（保志總一朗）、見月楚原（美名）

## 書籍
《劇場版 天降之物 計時的悲傷女神 官方指導書》（劇場版 そらのおとしもの 時計じかけの哀女神（エンジェロイド）OFFICIAL GUIDE BOOK -リア充デートムービー完全攻略本-）ニュータイプ編寫、新大陸發現部監製，角川書店發行、2011年7月9日發售（ISBN 978-4-04-854651-5）。

## 外部連結
- 官方網站（页面存档备份，存于）（日語）